# Арчединско-Донские пески
Арчеди́нско-Донски́е пески́ — песчаный массив, один из наиболее крупных в Волгоградской области. Часть массива входит в состав природного парка «Усть-Медведицкий».

## География
Арчединско-Донские пески расположены на территории Серафимовичского и Фроловского районов Волгоградской области. Площадь Арчединско-Донских песков составляет около 200 тысяч гектаров. Арчединско-Донской песчаный массив — самый крупный на территории Волгоградской области. Он расположен на территории между реками Дон, Медведица и Арчеда. Пески тянутся от реки Медведица на юг, где плавно переходят в пустыню, а дальше упираются в донской пойменный лес. С востока пески ограничены федеральной трассой Москва — Волгоград, с запада — рекой Дон.
Особое внимание уделяется созданию и сохранению прудов для успешного ведения хозяйственной деятельности на пустынной территории.

## История образования
Песчаный ландшафт образовался вследствие отложения древнего Дона и его притоков и движения ледников в ледниковые периоды Днепровского и Московского оледенения, аналогично образовались и Цимлянские пески.

## Рельеф, почва
Рельеф Арчединско-Донских песков разнообразен. Часть территории занимают бугристые пески высотой 3-7 метров, некоторые до 11 метров. В низинах грунтовые воды залегают на глубине не более метра и может наблюдаться заболачивание. Иногда встречаются небольшие озерца, некоторые из них бывают соленые.

## Растительность
Растительность представлена зарослями казацкого можжевельника, чабреца, крушиной слабительной и другой разнообразной степной травой, в т. ч. произрастает сабельник болотный — самый южный представитель этого вида растений в европейской части России. Много рощ сосны, разросшихся из посадок конца XIX века и посаженых Арчединским лесхозом. Между песчаными холмами, в котловинах растут влаголюбивые берёзово-осиновые «колки» или рощи чёрной ольхи. Также встречаются яблоня, дуб, боярышник, черёмуха.

## Животный мир
Животный мир Арчединско-Донских песков разнообразен. Среди животных есть: кабаны, лоси, косули, тушканчики и др. Разнообразны птицы. Среди них встречаются стрепет, дрофа, а также хищные птицы: орлан белохвост, курганник, чёрный коршун. Много насекомых и паукообразных, в их числе каракурты, скорпионы. Пресмыкающихся: гадюки, ужи, ящерицы. Амфибии представлены жабами и лягушками.

## Охрана
Для охраны и изучения природных ландшафтов, растительного и животного мира на территории Арчединско-Донских песков создан в 1919 году Арчединский лесхоз.

## События
По территории песков проходила трасса Ралли «Шёлковый путь» в 2010, 2011, 2012 и 2013 годах.